# Svarttjärnen (Häggenås socken, Jämtland, 702903-147575)
Svarttjärnen är en sjö i Östersunds kommun i Jämtland och ingår i Indalsälvens huvudavrinningsområde.